# Michał Cygan
Michał Cygan (ur. 27 września 1928 w Krowicy Samej, zm. 27 lutego 2015 w Rzeszowie) – polski działacz komunistyczny, poseł na Sejm PRL VI kadencji.

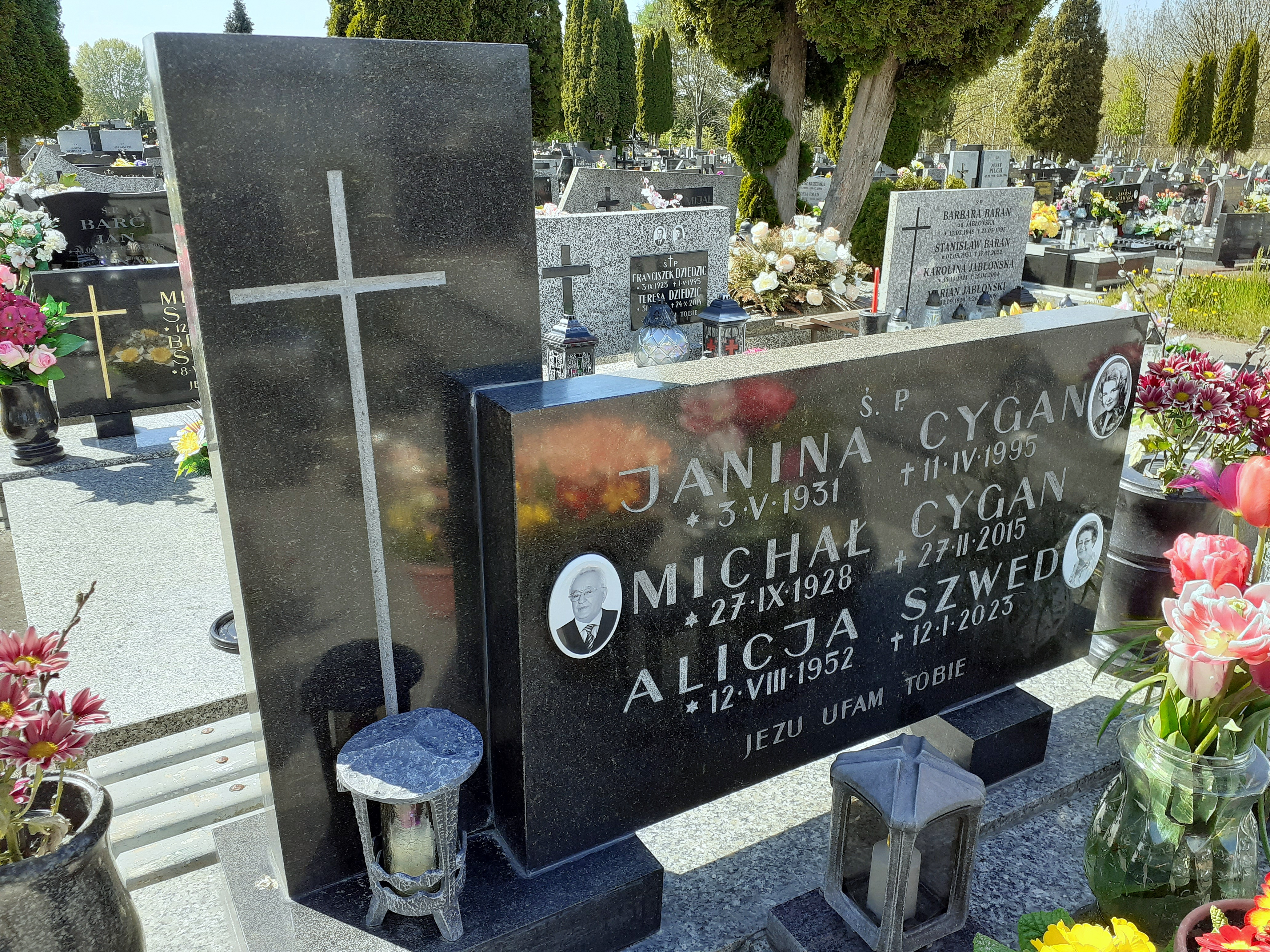
Grobowiec rodzinny Michała Cygana

## Życiorys
Syn Jakuba i Anastazji. W 1947 wstąpił do Polskiej Partii Robotniczej, a rok później do Polskiej Zjednoczonej Partii Robotniczej. W 1949 został strażnikiem Straży Przemysłowej w Lubaczowskich Zakładach Roszarniczych. W 1950, po przeszkoleniu, rozpoczął pracę w aparacie partyjnym jako sekretarz Komitetu Gminnego PZPR (pełnił tę funkcję w Oleszycach i Cieszanowie; do 1952). W latach 1952–1953 był instruktorem Wydziału Organizacyjnego Komitetu Wojewódzkiego PZPR w Rzeszowie, od 1953 do 1954 słuchaczem Centralnej Szkoły Partyjnej PZPR im. Juliana Marchlewskiego, w latach 1954–1960 I sekretarzem Komitetu Powiatowego partii w Mielcu. Od 1960 do 1963 słuchaczem Wyższej Szkoły Nauk Społecznych przy KC PZPR, uzyskując wykształcenie wyższe ekonomiczne. Od 1963 do 1972 był sekretarzem KW PZPR w Rzeszowie. Był też radnym Wojewódzkiej Rady Narodowej w Rzeszowie. W 1972 uzyskał mandat posła na Sejm PRL w okręgu Krosno. Zasiadał w Komisji Przemysłu Ciężkiego i Maszynowego, ponadto pełnił funkcję zastępcy przewodniczącego Komisji Drobnej Wytwórczości, Spółdzielczości Pracy i Rzemiosła.
Pochowany na cmentarzu Wilkowyja w Rzeszowie.

## Odznaczenia
- Krzyż Komandorski Orderu Odrodzenia Polski
- Krzyż Kawalerski Order Odrodzenia Polski
- Złoty Krzyż Zasługi